# Поліщук Валерій Петрович
Вале́рій Петро́вич Поліщу́к (5 лютого 1958, Ірпінь, Київська область, УРСР - 5 серпня 2017) — український вірусолог. Доктор біологічних наук (2000). Професор (2001).

## Біографія
1984 року закінчив Київський університет. 1991 року захистив дисертацію на звання кандидата біологічних наук в Інституті епідеміології імені Громашевського.
2000 року захистив докторську дисертацію «Прогнозування та закономірності розповсюдження вірусів рослин в біоценозах України» в Інституті мікробіології та вірусології імені Данила Заболотного .
Від 1988 року працює в Київському університеті на кафедрі вірусології: у 1988—1993 роках — асистент, у 1993—2001 роках — доцент, у 2001—2003 роках — професор, від 2003 року — завідувач кафедри.
Читає курси лекцій:
- «Вірусологія»,
- «Методи ідентифікації вірусів»,
- «Біохімія вірусів»,
- «Молекулярна біологія вірусів»,
- «Генетика вірусів»,
- «Сучасні проблеми вірусології».

Член багатьох наукових товариств:
- FEMS (Federation of European Microbiological Societies),
- Американського товариства фітопатологів,
- Американського товариства мікробіологів,
- Українського товариства мікробіологів,
- Українського ботанічного товариства.

Помер у 2017 році.

## Наукові інтереси
- Екологія вірусів.
- Епідеміологія вірусів рослин.
- Вплив чинників довкілля на розвиток вірусної інфекції.
- Діагностика вірусних інфекцій.

## Премії, нагороди
- 1997 року — Премія НАНУ імені Данила Заболотного.
- 19 грудня 2005 року — Державна премія України в галузі науки і техніки — «за екосистемний моніторинг вірусних інфекцій: діагностика та профілактика» (разом ще із вісьмома вченими) [4].
- 2005 року — нагорода Ярослава Мудрого від Академії наук вищої школи України [5]
- Премія Сороса.